# Simpson Mtambanengwe
Simpson Victor Mutambanengwe (* 9. Dezember 1930 in der Old Umtali Mission, Südrhodesien; † 11. Mai 2017) war ein simbabwischer Richter und kurzzeitig Chief Justice in Namibia.

## Lebensweg
Mutambanengwe studierte Englisch und Geschichte am University College of Rhodesia and Nyasaland und schloss dieses Studium 1959 mit einem Bachelor of Arts ab.
Anschließend widmete sich Mutambanengwe einem Studium der Rechtswissenschaften am Inner Temple in London im Vereinigten Königreich und schloss dieses 1963 ab. Er arbeitete für ein Jahr als Rechtsanwalt und kehrte dann nach Rhodesien zurück, wo er bis 1979 als Advokat tätig war. Zu dieser Zeit war er Sekretär für Auslandsfragen der ZANU.
Ab 1979 bis zur Unabhängigkeit Simbabwes 1986 war er Anwalt, ehe er als Richter an den High Court in Simbabwe berufen wurde. 1994 wurde Mutambanengwe dann Richter am High Court in Namibia.
Von Oktober bis November 2004 war er interimistisch namibischer Chief Justice am Supreme Court in Windhoek.
Am 31. März 2010 wurde Mutambanengwe Vorsitzender der simbabwischen Wahlkommission.